# El Tepeyac (norra Malinaltepec kommun)
El Tepeyac är en ort i Mexiko.   Den ligger i kommunen Malinaltepec och delstaten Guerrero, i den sydöstra delen av landet, 240 km söder om huvudstaden Mexico City. El Tepeyac ligger 2 224 meter över havet och antalet invånare är 177.
Terrängen runt El Tepeyac är huvudsakligen kuperad, men åt sydväst är den bergig. Runt El Tepeyac är det ganska tätbefolkat, med 65 invånare per kvadratkilometer. Närmaste större samhälle är Malinaltepec, 10,5 km söder om El Tepeyac. I omgivningarna runt El Tepeyac växer huvudsakligen savannskog.